# Justus Möser
Pour les articles homonymes, voir Moser.
 (juin 2009).
Justus Möser  (ou Mösers ou Moeser), né à Osnabrück, principauté épiscopale d'Osnabrück le 14 décembre 1720 – mort le 8 janvier 1794, est un juriste, historien et théoricien social allemand.

## Biographie
Très attaché à sa ville natale, Osnabrück, en Basse-Saxe, dès qu’il termine son droit, suivi aux universités de Iéna et Göttingen, il y retourne pour s’y établir comme simple avocat ; il est bientôt nommé advocatus patriae (state attorney (Procureur)) et appointé par ses concitoyens. De 1762 à 1768 il est Justiciarius (chef de justice, Procureur Général) de la Cour criminelle d’Osnabrück (appointé par le Land).
En 1768, durant 20 ans, il est également le Geheimer Referendar (conseiller privé de justice ou conseiller légal) du prince-évêque protestant d’Osnabrück, le prince Frédéric, duc d’York et d’Albany, fils de George III du Royaume-Uni et de la reine consort Charlotte de Mecklembourg-Strelitz (et donc cette fois-ci appointé par le prince).
De plus, « esprit tendant à l’Universel », bien que juriste de formation, publiciste, homme d’État et administrateur de profession, Möser est aussi historien par passion (historien autodidacte et très versé dans l’analyse sociale).
Personnalité emblématique d’Osnabrück, son effigie sculptée par Drake y est inaugurée en 1836 et son souvenir y demeure encore vivace.

## Œuvre
Justus Möser est un historien reconnu ; ainsi, son Histoire d’Osnabrück de 1768 (2e éd. 1780 ; 3e éd. 1819) fait encore référence.
Tout au long d’un autre de ses ouvrages, "Fantaisie Patriotique (Patriotische Phantasien)" publié en 1775 et 1786 (2e éd. par sa fille, IWJ Von Voigts, en 1804 et nouvelle éd. de Reinhard Zöllner, en 1871) il plaide pour un développement naturel et organique de l’État en lieu et place des lois arbitraires imposées par les souverains.
Mais Möser est aussi un « poète-philosophe » : ainsi dans ses « Écrits divers » (Vermischte Schriften, 1797-1798, publié par Christophe Friedrich Nicolai avec une biographie), il expose ses vues sur la nature humaine avec beaucoup d’humour et d’esprit.
Il est aussi poète de quelque réputation et publie en 1749 une tragédie, Arminius.

## Critiques
- Jean Moes, en 1986, pose cette question : « Justus Moeser, patriote cosmopolite ou nationaliste xénophobe ? ». En effet dans son œuvre, Möser (que Moes écrit Moesers), aussi proche de sa Terre natale que du reste du Monde semble osciller constamment de l'un à l'autre. Il remarque d'ailleurs que "les Nazis en pleine guerre, tentèrent, en 1943, en publiant ses œuvres complètes (HKA) une tentative grossière de récupération".

- Jerry Muller soutient, lui, en 2002, que les vues de Möser sur les aspects économiques et politiques de la société contrastaient fortement avec ceux de la plupart de ses contemporains plus renommés, tel qu’Adam Smith. En fait, pour Muller, Möser anticipait non seulement certaines des idées de l’École historique allemande mais aussi des idées de l’économie sociale et de l’économie de marché. D’une certaine manière, Möser peut être vu comme la contrepartie germanique d’Edmund Burke.

## Publications
Par ordre chronologique
- « Histoire d’Osnabrück » (1768; 2e éd. 1780; 3e éd. 1819).
- « Patriotische Phantasien (Fantaisie Patriotique) » (1775-1786; 2e éd. par sa propre fille, IWJ Von Voigts, en 1804; et nouvelle éd. de Reinhard Zöllner, en 1871).
- « Vermischte Schriften (Écrits divers)», 1797-1798, publié par Friedrich Nicolai avec une biographie,
- « Œuvres complètes (Sämtliche Werke) », le recueil en dix volumes, publié par B.R. Abeken, en 1842-1844.
  - L’édition originale et cette seconde édition furent reprises en 1943 (ni lieu. ni éd.) sous le titre « Sämtliche Werke, Justus Mösers. Historisch-Kritische Ausgabe, hrsg ». Des Académies de Wissenschaften à Göttingen, Oldenburg, Hambourg et Osnabrück. (à réf. en abrégé: HKA, suivi du numéro du tome en chiffre romains. Ex. de citation: « HKA XII, 1, p. 34 »).

Œuvres non datées (dates incertaines ou inconnues)
- Briefwechsel (Correspondance).
- Harlekin oder Verteidigung des Groteske-Komischen (défense d’Arlequin et du comique grotesque).
- Politische und juristische Schriften (Écrits politiques et juridiques).
- Sämtliche Werke (Écrits divers) ; dans cet ouvrage, Möser développe le thème d'appartenance à la «Heimat (la petite Patrie) », à laquelle a tendu toute sa vie ce « philosophe-historien ».

## Littérature
Écrits sur Justus Möser (par ordre chronologique)
- J.W. von Goethe, “Sämtliche Werke”, vol. XVII-XVIII, Aus meinem Leben, Wahrheit und Dichtung, Stuttgart 1850-1852, p. 133-134 ;
- J. Kreyssig, 1857. Justus Moser.
- L. Rupprecht, 1892. Justus Mösers soziale und volkswirtschaftliche Anschauungen.
- K. Mollenhauer, 1892. Mösers Anteil an der Wiederbelebung des deutschen Geistes.
- Ludwig Bäte, Justus Möser, advocatus patriae. - Frankfurt a.M., Athenäum Verl., 1961
- Jean Moes « Justus Moeser, Patriote cosmopolite ou nationaliste xénophobe ? » dans Revue d’Allemagne et des Pays de langue allemande, tome XVIII no 4, octobre- décembre 1986, p. 643.
- Renate Stauf, Justus Mösers Konzept einer deutschen Nationalidentität. Mit einem Ausblick auf Goethe. Tübingen 1991.  (ISBN 3-484-18114-1)
- Pierre Rosanvallon, Le sacré du citoyen. Histoire du suffrage universel en France, Gallimard 1992, p. 53 ; cet ouvrage reprend un texte des Archives nationales (réf: 284 A P 2, dossier 10, 4).
- Henning Buck (Hrsg.), Patriotische Phantasien (Ausstellungskatalog). - Bramsche : Rasch, 1994,  (ISBN 3-930595-00-1)
- Karl H. L. Welker, Rechtsgeschichte als Rechtspolitik. Justus Möser als Jurist und Staatsmann. - 2 Bände. Osnabrück 1996
- Stefan Efler, Der Einfluß Justus Mösers auf das poetische Werk Goethes. Laatzen: Wehrhahn, 1999.  (ISBN 3-932324-76-5)

Écrits où Justus Möser est cité (par ordre chronologique)
- Jacques Ellul, Histoire des Institutions T. 1-2, P.U.F coll. Thémis 1961, p. 469.
- Jerry Z. Muller, 2002. The Mind and the Market: Capitalism in Western Thought (L'esprit et le marché: le capitalisme dans la pensée occidentale. Anchor Books. London.

## Source(s) citée(s) par Justus Möser
- Montesquieu, De l’esprit des lois. Éd. disponible : Garnier- Flammarion, 1979. Un passage du Tome I, p. 304. est cité par Möser in HKA IX, p. 265.